# State Bank of Pakistan
Die State Bank of Pakistan (SBP) (Urdu: بینی دَولتِ پاپستان) ist die Zentralbank von Pakistan. Der Hauptsitz befindet sich in der pakistanischen Finanzhauptstadt Karatschi. Die SBP besitzt eine hundertprozentige Tochtergesellschaft mit dem Namen SBP Banking Services Corporation (SBP-BSC), die den operativen Zweig der Zentralbank bildet und Niederlassungen in 15 Städten in ganz Pakistan hat, einschließlich der Hauptstadt Islamabad und der vier Provinzhauptstädte. Ihr Hauptbüro befindet sich ebenfalls in Karatschi.
Die Bank hat das alleinige Recht die pakistanische Rupie auszugeben und verwaltet die Gold- und Devisenreserven des Landes.

## Geschichte
Zum Zeitpunkt der Teilung Indiens war der neue Staat Pakistan ohne eine Zentralbank und ein ordnungsgemäßes Bankensystem war fast nicht vorhanden. Die meisten Banken hatten ihren Hauptsitz in Indien. Von den 3.496 Bankfilialen befanden sich nur 631 in Pakistan. Die meisten Banken wurden zudem von Hindus dominiert, welche nach der Gründung des muslimischen Staates Pakistan ihr Kapital abzogen. Da Pakistan keine eigene Zentralbank besaß, wurde beschlossen, die entsprechenden Aufgaben an die Reserve Bank of India für einen Zeitraum von einem Jahr (bis 30. September 1948) zu übertragen. Aufgrund der sich verschlechternden politischen Beziehungen zwischen beiden Staaten wurde schließlich die Gründung einer eigenen Zentralbank beschlossen.
Im Mai 1948 unternahm Muhammad Ali Jinnah (Gründer von Pakistan) Schritte, um die State Bank of Pakistan zu schaffen. Diese wurden im Juni 1948 umgesetzt und die State Bank of Pakistan nahm am 1. Juli 1948 den Betrieb auf. Ein großer Teil der Aufgaben der Staatsbank wurde erweitert, als das Gesetz über die Staatsbank von Pakistan von 1956 eingeführt wurde. Sie forderte die Staatsbank auf, „das Währungs- und Kreditsystem Pakistans zu regulieren und sein Wachstum im besten nationalen Interesse zu fördern, um die Währungsstabilität und eine umfassendere Nutzung der Produktionsressourcen des Landes zu gewährleisten“. Im Jahr 1974 wurde die Bank unter der Regierung von Zulfikar Ali Bhutto schließlich nationalisiert.
Im Februar 1994 erhielt die State Bank of Pakistan während der Reformen des Finanzsektors die volle Autonomie. Am 21. Januar 1997 wurde diese Autonomie weiter gestärkt, als die Regierung drei Änderungsverordnungen herausgab (die vom Parlament im Mai 1997 gebilligt wurden). Dazu gehörten das Gesetz über die Staatsbank von Pakistan von 1956, die Bankenverordnung von 1962 und das Gesetz über die Verstaatlichung von Banken von 1974. Diese Änderungen erteilten der SBP die uneingeschränkte und ausschließliche Befugnis, den Bankensektor zu regulieren und eine unabhängige Geldpolitik zu betreiben.

## Struktur
Der Vorstand (früher als Zentralvorstand bekannt) besteht aus zehn Mitgliedern: dem Gouverneur (der Vorsitzende ist), dem Sekretär, der Finanzabteilung und der Regierung Pakistans – und acht Direktoren, einschließlich eines Direktors aus jeder Provinz, die von der Bundesregierung nominiert werden. Die Direktoren (und der Gouverneur) werden für eine Amtszeit von drei Jahren ernannt. Traditionell werden diese Direktoren (außer Sekretär, Finanzabteilung) für eine zweite Amtszeit wiederernannt, obwohl dies nicht gesetzlich vorgeschrieben ist, und es einige Ausnahmen von dieser Praxis gab.